# GET THE GOAL!! 4V4嵐
『GET THE GOAL!! 4V4嵐』（ゲット・ザ・ゴール フォー・ヴイ・フォーあらし）はこしたてつひろによる4V4漫画作品。『月刊コロコロコミック』誌上において2000年3月から2001年12月号まで連載された。コミックスは全4巻。

## あらすじ
主人公・大海嵐は幼い頃、海洋学者であった父親の荷物に偶然忍び込む形で船に密航し10歳まで父親と共に各地を旅していた。顔も覚えていなかった母親に嫌々みなと小学校に編入させられるが、たまたま目にしたサッカー部の練習にちょっかいをかけた際に発揮した抜群の運動神経を沢渡コーチに目をつけられ、4人制サッカーである4V4部に入部することとなる。

## 登場人物

### 大海家
大海嵐（おおみあらし）
本作の主人公。3歳から10歳までの間、父親と共に船で各地を旅していたが、旅を終え帰宅した際にみなと小に編入させられる。作中のあらすじやキャラクター紹介では『海からやって来た野生児』という肩書きが付いていることが多い。
サッカーの存在やルールを知らず（本人曰く『暇つぶしの遊び』）地面の上のボールを蹴ることもできないが、運動神経は抜群で特殊な状況で非凡なプレーを見せる。父親の仕事の都合でみなと小を去ることになるが、4V4の魅力を忘れられずコーチの家に居候することになる。最終回ではラスト数ページで10年後の姿（但し後ろ姿のみ）が描かれ、日本代表となっていた。
嵐の父親
名前不明。海洋学者で、「ハナコ」という名のクジラを追って7年間旅していた。嵐からは「おやじ」と呼ばれる。
大海かよこ
嵐の母親。7年ぶりに夫と再会した際には、夫が嵐を誘拐したと誤解し激怒していた。自由奔放過ぎる性格に育った嵐を心配し、みなと小学校に編入させる。

### みなと小
牧野卓也
元サッカー部キャプテン。サッカーに情熱を燃やしていたが、コーチのスパルタ指導に嫌気が差しサッカー部を退部して4V4部に入部。自由奔放なコーチに任せきれないと自ら部員を厳しく鍛えて、一部の部員からは嫌われていたが、自分達のためにやっていたことに気づき和解する。
平井ミツル
4V4部部員。小柄で体力も乏しかったが、牧野のマンツーマンでの指導により試合でもバテない程となった。普段は自作のPKマシンで練習に励んでいる。
大岩剛
4V4部部員。大柄な体格で、髪型は頭頂部のみ髪を伸ばした短髪。
沢渡勇気（さわたりゆうき）
4V4部コーチ。かつてはクラブのエースストライカーだったが、選手生命に関わるケガを負ったため、サッカー人生から離れていた。みなと小で同好会同然の4V4部を立ち上げる。普段は児童の自由にさせているが、牧野の指導に期待していたり、嵐に自分が使っていた特製シューズを譲るなど身勝手なわけではない。
高山
サッカー部コーチ（外部の指導員ではなくみなと小の教員）。竹刀を持っていて部員にスパルタ指導を課し、いかなる状況でも自分の指示通りに動くことを強いる。厳つい体格で、嵐からはゴリラ呼ばわりされる。

### 山手小
加納
嵐のライバル。元はサッカー部のキャプテンで牧野のライバルであった。最終回で嵐と対決。それからは嵐ともに日本代表となる。
美剣
太刀兄弟の末っ子。人のプレースタイルを簡単にコピーすることが出来る。予選で嵐に助けてもらった後、嵐の仲間となる。

## コミックス
1. 2000年9月28日発売 ISBN 4091428010
2. 2001年2月26日発売 ISBN 4091428029
3. 2001年9月28日発売 ISBN 4091428037
4. 2001年12月25日発売 ISBN 4091428045

## 関連商品
- 友情のビクトリーゴール 4V4嵐（ゲームボーイアドバンス・コナミ）
- 4V4嵐 サッカーえんぴつ（ユーメイト）